# Редмонд, Эльза
Эльза Марион Редмонд (англ. Elsa Marion Redmond; род. 15 ноября 1951, Каракас) — американский археолог и антрополог, специалист по Латинской Америке. Доктор философии (1981), исследовательский ассоциат отдела антропологии Американского музея естественной истории, член НАН США (2014).

## Биография
Выросла в Каракасе (Венесуэла).
Окончила Университет Райса (бакалавр B.A. антропологии, 1973). Степени M.Ph. (1976) и доктора философии, обе также по антропологии, получила в Йеле. Преподавала антропологию в Коннектикутском (1981—1991), Йельском и Колумбийском университетах, а также в Хантерском колледже Городского университета Нью-Йорка.
Исследовательница эволюции ранних сложных обществ. Внесла вклад в понимание роли войн, особенно междеревенских набегов, в возникновении централизованных иерархических обществ (вождеств), управляемых потомственными вождями в Южной Америке, а также исследовала роль экспансионистских завоевательных войн в формировании раннего государства сапотеков на юге Мексики.
С 1972 года проводила обширные полевые исследования в западной Венесуэле и (с 1993) мексиканской долине Оахака. С 1991 в исследовательском штате Американского музея естественной истории. Член Американской академии искусств и наук (2007). Автор Tribal and Chiefly Warfare in South America (под ред. Joyce Marcus). Редактор Chiefdoms and Chieftaincy in the Americas (Gainesville: University Press of Florida, 1998, 303 pp.) {Рец. George R. Milner}.

## Личная жизнь
Супруг и коллега — Charles S. Spencer.

## Публикации

### Книги
- Redmond, Elsa. Chiefdoms and chieftaincy in the Americas. — University Press of Florida, 1998. — ISBN 9780813016207.
- Redmond, Elsa. Tribal and Chiefly Warfare in South America. — Ann Arbor : Museum of Anthropology, 1994. — ISBN 978-0-915703-91-3.
- Redmond, Elsa. A Fuego y Sangre: Early Zapotec Imperialism in the Cuicatlán Cañada, Oaxaca. — Ann Arbor : Museum of Anthropology, 1993. — ISBN 978-0-932206-97-8.